# Olympische Sommerspiele 2024/Rudern – Doppelzweier (Frauen)
Der Frauen-Doppelzweier im Rudern bei den Olympischen Spielen 2024 in Paris fand vom 27. Juli bis 1. August 2024 statt. Schauplatz der Wettkämpfe war die Regattastrecke Stade nautique de Vaires-sur-Marne im Ort Vaires-sur-Marne, der sich östlich des Großraums Paris befindet. Titelverteidigerinnen sind die Rumäninnen Nicoleta-Ancuța Bodnar und Simona Radiș, die im Finale in Tokio in olympischer Rekordzeit zum Olympiasieg ruderten.

## Titelträgerinnen
| Olympische Spiele 2020       | Nicoleta-Ancuța Bodnar / Simona Radiș | Tokio             |
| Weltmeisterschaften 2023     | Nicoleta-Ancuța Bodnar / Simona Radiș | Belgrad           |
| Panamerikanische Spiele 2023 | Veronica Nicacio / Madeleine Focht    | Santiago de Chile |
| Asienspiele 2022             | Lu Shiyu / Shen Shuangmei             | Hangzhou          |
| Europameisterschaften 2024   | Thea Helseth / Inger Seim Kavlie      | Szeged            |

## Qualifikation
Die Qualifikation erfolgte hauptsächlich über die Weltmeisterschaften 2023. Die besten elf Nationen dort erhielten einen Quotenplatz für die Olympischen Spiele in Paris. Die verbleibenden zwei Startplätze wurden bei einer finalen Qualifikationsregatta in Luzern im Mai 2024 vergeben.

## Vorläufe
Samstag, 27. Juli 2024

### Vorlauf 1
| Rang | Bahn | Nation             | Athletinnen                            | Zeit (min) | Qualifikation  |
| ---- | ---- | ------------------ | -------------------------------------- | ---------- | -------------- |
| 1    | 2    | Neuseeland         | Brooke Francis, Lucy Spoors            | 6:51,68    | Halbfinale A/B |
| 2    | 5    | Großbritannien     | Mathilda Hodgkins-Byrne, Rebecca Wilde | 6:52,31    | Halbfinale A/B |
| 3    | 4    | Vereinigte Staaten | Sophia Vitas, Kristi Wagner            | 6:56,47    | Halbfinale A/B |
| 4    | 1    | Niederlande        | Lisa Scheenaard, Martine Veldhuis      | 6:58,65    | Hoffnungslauf  |
| 5    | 3    | Italien            | Clara Guerra, Stefania Gobbi           | 7:15,51    | Hoffnungslauf  |

### Vorlauf 2
| Rang | Bahn | Nation     | Athletinnen                      | Zeit (min) | Qualifikation  |
| ---- | ---- | ---------- | -------------------------------- | ---------- | -------------- |
| 1    | 3    | Frankreich | Elodie Ravera, Emma Lunatti      | 6:48,89    | Halbfinale A/B |
| 2    | 2    | Australien | Amanda Bateman, Harriet Hudson   | 6:49,21    | Halbfinale A/B |
| 3    | 1    | Irland     | Zoe Hyde, Alison Bergin          | 6:52,61    | Halbfinale A/B |
| 4    | 4    | Litauen    | Donata Karalienė, Dovilė Rimkutė | 6:59,62    | Hoffnungslauf  |

### Vorlauf 3
| Rang | Bahn | Nation              | Athletinnen                     | Zeit (min) | Qualifikation  |
| ---- | ---- | ------------------- | ------------------------------- | ---------- | -------------- |
| 1    | 3    | Rumänien            | Ancuța Bodnar, Simona Radiș     | 6:48,49    | Halbfinale A/B |
| 2    | 4    | Tschechien          | Anna Santruckova, Lenka Lukšová | 6:55,16    | Halbfinale A/B |
| 3    | 1    | Volksrepublik China | Shen Shuangmei, Lu Shiyu        | 6:58,85    | Halbfinale A/B |
| 4    | 2    | Norwegen            | Thea Helseth, Inger Kavlie      | 7:00,78    | Hoffnungslauf  |

## Hoffnungslauf
Sonntag, 28. Juli 2024
| Rang | Bahn | Nation      | Athletinnen                       | Zeit (min) | Qualifikation  |
| ---- | ---- | ----------- | --------------------------------- | ---------- | -------------- |
| 1    | 2    | Niederlande | Lisa Scheenaard, Martine Veldhuis | 7:08,42    | Halbfinale A/B |
| 2    | 3    | Norwegen    | Thea Helseth, Inger Kavlie        | 7:10,39    | Halbfinale A/B |
| 3    | 4    | Italien     | Clara Guerra, Stefania Gobbi      | 7:10,41    | Halbfinale A/B |
| 4    | 1    | Litauen     | Donata Karalienė, Dovilė Rimkutė  | 7:15,00    | –              |

## Halbfinale
Dienstag, 30. Juli 2024

### Halbfinale A/B 1
| Rang | Bahn | Nation      | Athletinnen                       | Zeit (min) | Qualifikation |
| ---- | ---- | ----------- | --------------------------------- | ---------- | ------------- |
| 1    | 3    | Neuseeland  | Brooke Francis, Lucy Spoors       | 6:49,49    | Finale A      |
| 2    | 1    | Niederlande | Lisa Scheenaard, Martine Veldhuis | 6:50,20    | Finale A      |
| 3    | 4    | Frankreich  | Elodie Ravera, Emma Lunatti       | 6:51,30    | Finale A      |
| 4    | 2    | Tschechien  | Anna Santruckova, Lenka Lukšová   | 6:54,76    | Finale B      |
| 5    | 5    | Irland      | Zoe Hyde, Alison Bergin           | 6:55,08    | Finale B      |
| 6    | 6    | Italien     | Clara Guerra, Stefania Gobbi      | 6:58,08    | Finale B      |

### Halbfinale A/B 2
| Rang | Bahn | Nation              | Athletinnen                            | Zeit (min) | Qualifikation |
| ---- | ---- | ------------------- | -------------------------------------- | ---------- | ------------- |
| 1    | 4    | Rumänien            | Ancuța Bodnar, Simona Radiș            | 6:51,41    | Finale A      |
| 2    | 5    | Großbritannien      | Mathilda Hodgkins-Byrne, Rebecca Wilde | 6:51,82    | Finale A      |
| 3    | 1    | Norwegen            | Thea Helseth, Inger Kavlie             | 6:52,47    | Finale A      |
| 4    | 3    | Australien          | Amanda Bateman, Harriet Hudson         | 6:52,69    | Finale B      |
| 5    | 2    | Vereinigte Staaten  | Sophia Vitas, Kristi Wagner            | 7:04,12    | Finale B      |
| 6    | 6    | Volksrepublik China | Shen Shuangmei, Lu Shiyu               | 7:09,75    | Finale B      |

## Finale

### A-Finale
Donnerstag, 1. August 2024

Anmerkung: zur Ermittlung der Plätze 1 bis 6
| Rang | Bahn | Nation         | Athletinnen                            | Zeit (min) |
| ---- | ---- | -------------- | -------------------------------------- | ---------- |
| 1    | 3    | Neuseeland     | Brooke Francis, Lucy Spoors            | 6:50,45    |
| 2    | 4    | Rumänien       | Ancuța Bodnar, Simona Radiș            | 6:50,69    |
| 3    | 2    | Großbritannien | Mathilda Hodgkins-Byrne, Rebecca Wilde | 6:53,22    |
| 4    | 5    | Niederlande    | Lisa Scheenaard, Martine Veldhuis      | 6:54,24    |
| 5    | 6    | Frankreich     | Elodie Ravera, Emma Lunatti            | 6:57,35    |
| 6    | 1    | Norwegen       | Thea Helseth, Inger Kavlie             | 6:58,41    |

### B-Finale
Donnerstag, 1. August 2024

Anmerkung: zur Ermittlung der Plätze 7 bis 12
| Rang | Bahn | Nation              | Athletinnen                     | Zeit (min) |
| ---- | ---- | ------------------- | ------------------------------- | ---------- |
| 7    | 4    | Australien          | Amanda Bateman, Harriet Hudson  | 6:47,66    |
| 8    | 3    | Tschechien          | Anna Santruckova, Lenka Lukšová | 6:49,92    |
| 9    | 5    | Vereinigte Staaten  | Sophia Vitas, Kristi Wagner     | 6:50,74    |
| 10   | 2    | Irland              | Zoe Hyde, Alison Bergin         | 6:55,62    |
| 11   | 1    | Italien             | Clara Guerra, Stefania Gobbi    | 6:56,87    |
| 12   | 6    | Volksrepublik China | Shen Shuangmei, Lu Shiyu        | 7:00,71    |

### Weiteres Klassement ohne Finals
| Rang | Nation  | Athletinnen                      | Zeit (min) |
| ---- | ------- | -------------------------------- | ---------- |
| 13   | Litauen | Donata Karalienė, Dovilė Rimkutė | –          |